# Nikola II. Drašković
Nikola II. Drašković (*?, oko 1625. – †?, 8. listopada 1687.), hrvatski velikaš, pripadnik roda grofova Draškovića. Bio je visoki državni dužnosnik, obnašavši službu kraljevskog komornika, kraljevskog savjetnika, možunskog (mošonjskog) velikog župana te dvorskog suca.

## Životopis
Rodio se kao sin Ivana III. Draškovića, hrvatskog bana i ugarskog palatina, i njegove supruge grofice Barbare Drašković rođ. Thurzó. Imao je mlađeg brata Ivana IV. (*oko 1630 – †1692), s kojim je zajedno studirao na Sveučilištu u Bologni. Sestre su mu bile Barbara, Katarina i Julijana. Nakon studija posvetio se služenju u državnim službama, a sudjelovao je i u borbama protiv Turaka.
Ženio se tri puta. U drugom je braku, sklopljenom 1667. godine, bio s groficom Elizabetom Nádasdy, kćeri Franje II. Nádasdyja, i tada je učvrstio veze obitelji Drašković s tom moćnom i uglednom ugarskom obitelji. Njegov tast bio je jedan od glavnih sudionika Zrinsko-frankopanske urote, koji je kao i Petar Zrinski smaknut 1671. godine. Kasnije nije bilo moguće sa sigurnošću utvrditi u kojoj je mjeri sâm Nikola aktivno sudjelovao u uroti, ali nije nakon sloma urote izravno pretrpio posljedice. Za razliku od njega, njegov brat Ivan IV. otvoreno je istupio protiv urotnika, premda je i on bio oženjen kćerkom Franje Nádasdyja, Marijom Magdalenom.           
U doba poslije urote Nikola je godine 1673. bio po nalogu kralja Leopolda na čelu pratnje kraljeve nevjeste Klaudije Felicitas, koja je iz Tirola stigla u Beč. Za vrijeme života, sudjelovao je u brojnim vojnim pohodima habsburške vojske protiv Turaka, među kojima se istaknuo u bitki kod Körmenda, zatim u bitki na rijeci Raabi, te pri oslobođenju Budima 1686.
U braku s Elizabetom rodilo mu se troje djece, i to Pavao, Katarina i Adam Franjo, koji su naslijedili njegova imanja. Pavao je umro relativno mlad bez djece, a lozu su nastavila djeca Adama Franje, točnije unuk Leopold. Za života je bio poznat i kao kolekcionar starina i numizmatičar. Umro je iznenada potkraj 1687. godine, vjerojatno od srčanog udara, premda se u to doba posumnjalo da je bio otrovan, i to zbog navodne potpore Zrinsko-frankopanskoj uroti. Njegov ogranak Draškovića održao se do 1792. godine, kada je preminuo njegov praunuk Norbert. Potomci njegova brata Ivana IV. održali su se do današnjih dana.

## Vanjske poveznice
- [neaktivna poveznica]
- Nikolini potomci izumiru oko 1792.
- Nikola II. u rodoslovnom popisu Draškovića u češko-mađarskoj verziji imena